# 히라지마 나츠미

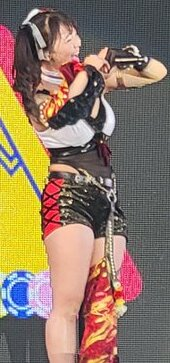

히라지마 나츠미(平嶋 夏海, 1992년 5월 28일~)는 일본의 여성 아이돌 그룹 AKB48 팀B의 전 멤버이다.

## 개요
일본의 탤런트, 여배우, 그라비아 아이돌.
전 AKB48 팀B 멤버.
1992년 5월 28일생, 도쿄도 출신.T154、B88-W60-H88。
현재는 원에이트 프로모션에 소속.

## 경력
AKB48의 1기생.애칭은 낫짱.데뷔 당시에는 팀A였으나 3기생 오디션 합격자에 사퇴자가 다수 나와 팀B로 이동하게 됐다.2007년 10월에, 와타나베 마유·타다 아이카·나카가와 하루카와 함께 유닛 「건너리 복도 달리기대」를 결성했다.총선 순위는 참여한 2009~2011년 모두 26위이다.
그러나, 2012년 1월말에, 요네자와 루미와 함께 사적 계정을 사용한 SNS를 사용한 것 및, 거기에 투고한 일반 남성과의 사진이 유출된 것에 의해, AKB 및 복도달리기대 7을 사퇴하는 것을 신청했다.동년 2월 5일의 악수회를 통해 AKB48 멤버로서의 활동을 종료했다.또한, 건넌 복도 달리기대 7의 히라시마의 후가마는, 같은 1기생으로 팀B로 이동한 전 SDN48의 우라노 카즈미가 맡게 되었다.

2013년에 치러진 'AKB48 32nd 싱글 선발 총선거 ~꿈은 혼자서는 볼 수 없어~에서는 4년 이상 재적했다고 해서 OG범위로 입후보해, 62위로 퓨처 걸스에 진출했다.
2015년 3월에는 프로덕션 오기를 떠나, 8월에 원에이트 프로모션의 소속이 된다.이후는 그라비아 아이돌로서의 활동이나, 버라이어티 프로그램에의 출연이 증가한다.또한 오토바이를 좋아하는 여자로서의 활약도 두드러져, 2017년에는 대형 이륜 면허를 취득했다.
2019년 7월, 부시로드의 미디어 믹스 컨텐츠 「D4DJ」에서 세토 리카 역을 연기하는 것이 발표되었다.캐릭터 보이스의 담당이나 라이브 출연을 실시한다.

### 와타나베마유와의 재회
2013년 7월, 와타나베 마유의 2nd 솔로 싱글 「어른 제리 빈즈」의 DVD 특전으로, 둘이서 대담하는 기회가 마련되었다.히라지마가 AKB 멤버와 만나는 것은, 졸업한 이래이다.거기에서는, 「연애 금지」의 규칙에 대해 생각하는 바를 이야기하거나, 와타나베가 히라지마에 대해 「(규칙을 어긴 것을) 용서하지 않은 것은 아니지만, 100% 용서하고 있는 것도 아니다.다만, 만일 (히라시마가) 복귀했다고 하면 웃는 얼굴로 환영하려고 한다」라고 말하고 있다.
그리고 같은 해 10월, 무대 여배우로서 연예 활동을 재개.고의인지 우연인지 그 무대에는 우라노도 공동 출연하게 되었다.